# Pseudaphidius lysiphleboides
Pseudaphidius lysiphleboides är en stekelart som först beskrevs av Quilis 1940.  Pseudaphidius lysiphleboides ingår i släktet Pseudaphidius och familjen bracksteklar. Inga underarter finns listade i Catalogue of Life.